# Liste der Monuments historiques in Pfaffenheim
Die Liste der Monuments historiques in Pfaffenheim führt die Monuments historiques in der französischen Gemeinde Pfaffenheim auf.

## Liste der Bauwerke
| Bezeichnung                       | Beschreibung | Standort                      | Kennzeichnung | Schutzstatus | Datum | Bild           |
| --------------------------------- | --- | ----------------------------- | ------------- | ------------ | ----- | -------------- |
| Kirche St-Martin                  | Chor und Sakristei zwischen 1215 und 1225, Schiff 1892 von Charles Winkler                                       | Rue de la Lauch (Lage)        | PA00085583    | Classé       | 1840  | weitere Bilder |
| Kapelle Notre-Dame du Schauenberg | Wallfahrtskapelle; zwischen 1685 und 1695 erbaut, mit älteren Bauteilen; Konventsgebäude aus dem 18. Jahrhundert | nordwestlich des Ortes (Lage) | PA68000030    | Inscrit      | 2000  | weitere Bilder |
| Kreuzigungsgruppe                 | 1835 aufgestellt                                                                                                 | auf dem Friedhof (Lage)       | PA68000031    | Inscrit      | 2000  |                |

## Liste der Objekte
| Bezeichnung                                                                  | Beschreibung                                                                          | Standort                                        | Kennzeichnung | Schutzstatus | Datum | Bild |
| ---------------------------------------------------------------------------- | ------------------------------------------------------------------------------------- | ----------------------------------------------- | ------------- | ------------ | ----- | ---- |
| Skulptur Madonna mit Kind                                                    | Holz, erste Hälfte des 18. Jahrhunderts                                               | in der Kirche St-Martin (Lage)                  | PM68001320    | Inscrit      | 1999  |      |
| Gemälde Der gute Hirte                                                       | Ölfarbe auf Leinwand, vergoldeter Holzrahmen, 18. Jahrhundert                         | in der Kirche St-Martin (Lage)                  | PM68001322    | Inscrit      | 1999  |      |
| Gemälde Die vierzehn Nothelfer                                               | Ölfarbe auf Leinwand, 1834                                                            | in der Kirche St-Martin (Lage)                  | PM68001323    | Inscrit      | 1999  |      |
| Taufbecken                                                                   | Sockel aus Sandstein, Anfang des 13. Jahrhunderts                                     | in der Kirche St-Martin (Lage)                  | PM68001317    | Inscrit      | 1999  |      |
| Skulptur Heiliger Leonhard                                                   | Holz, farbig gefasst und vergoldet, Schmiedeeisen, zweite Hälfte des 18. Jahrhunderts | in der Kirche St-Martin (Lage)                  | PM68001321    | Inscrit      | 1999  |      |
| Zwei Skulpturen von Diakonen                                                 | Holz, farbig gefasst und vergoldet, 18. Jahrhundert                                   | in der Kirche St-Martin (Lage)                  | PM68001319    | Inscrit      | 1999  |      |
| Orgel                                                                        | Ensemble aus PM68000922 und PM68000923                                                | in der Kirche St-Martin (Lage)                  | PM68000921    | Classé       | 2000  |      |
| Orgelprospekt                                                                | 1839 von Callinet Frères gebaut                                                       | in der Kirche St-Martin (Lage)                  | PM68000922    | Classé       | 2000  |      |
| Instrumentalteil der Orgel                                                   | 1839 von Callinet Frères gebaut                                                       | in der Kirche St-Martin (Lage)                  | PM68000923    | Classé       | 2000  |      |
| 44 Prozessionsleuchter                                                       | Holz und Metall, bemalt, 18. und 19. Jahrhundert                                      | in der Kirche St-Martin (Lage)                  | PM68001324    | Inscrit      | 1999  |      |
| Skulptur eines heiligen Bischofs                                             | Holz, farbig gefasst und vergoldet, 18. Jahrhundert                                   | in der Kirche St-Martin (Lage)                  | PM68001318    | Inscrit      | 1999  |      |
| Ensemble von 26 Votivbildern                                                 | Ensemble aus PM68001353 bis PM68001378                                                | in der Kapelle Notre-Dame du Schauenberg (Lage) | PM68001379    | Inscrit      | 1999  |      |
| Votivbild Sturz in einen Brunnen                                             | Ölfarbe auf Leinwand, Holzrahmen, 1834                                                | in der Kapelle Notre-Dame du Schauenberg (Lage) | PM68001353    | Inscrit      | 1999  |      |
| Votivbild Sturz von einem Karren                                             | Ölfarbe auf Leinwand, Holzrahmen, 1837                                                | in der Kapelle Notre-Dame du Schauenberg (Lage) | PM68001354    | Inscrit      | 1999  |      |
| Votivbild Heilung einer kranken Mutter (1)                                   | Ölfarbe auf Leinwand, Holzrahmen, 1837                                                | in der Kapelle Notre-Dame du Schauenberg (Lage) | PM68001355    | Inscrit      | 1999  |      |
| Votivbild Heilung eines kranken Kindes                                       | Ölfarbe auf Leinwand, Holzrahmen, 1841                                                | in der Kapelle Notre-Dame du Schauenberg (Lage) | PM68001356    | Inscrit      | 1999  |      |
| Votivbild Sturz eines Kindes von einem Balkon                                | Ölfarbe auf Leinwand, Holzrahmen, 1849                                                | in der Kapelle Notre-Dame du Schauenberg (Lage) | PM68001357    | Inscrit      | 1999  |      |
| Votivbild Straßenszene mit Gespann                                           | Ölfarbe auf Karton, Holzrahmen, 1849                                                  | in der Kapelle Notre-Dame du Schauenberg (Lage) | PM68001358    | Inscrit      | 1999  |      |
| Votivbild Heilung einer kranken Mutter (2)                                   | Ölfarbe auf Karton, Mitte des 19. Jahrhunderts                                        | in der Kapelle Notre-Dame du Schauenberg (Lage) | PM68001359    | Inscrit      | 1999  |      |
| Votivbild Sturz eines Kindes in einen Fasskeller                             | Ölfarbe auf Karton, Holzrahmen, 1856                                                  | in der Kapelle Notre-Dame du Schauenberg (Lage) | PM68001360    | Inscrit      | 1999  |      |
| Votivbild Tod von acht Kindern                                               | Ölfarbe auf Papier, Holzrahmen, 1856                                                  | in der Kapelle Notre-Dame du Schauenberg (Lage) | PM68001361    | Inscrit      | 1999  |      |
| Votivbild Heilung einer kranken Frau                                         | Ölfarbe auf Karton, Holzrahmen, 1857                                                  | in der Kapelle Notre-Dame du Schauenberg (Lage) | PM68001362    | Inscrit      | 1999  |      |
| Votivbild Tödlicher Sturz von einem Baum                                     | Ölfarbe auf Karton, Holzrahmen, 1857                                                  | in der Kapelle Notre-Dame du Schauenberg (Lage) | PM68001363    | Inscrit      | 1999  |      |
| Votivbild Ein Fischer entgeht einem Unfall                                   | Ölfarbe auf Karton, Holzrahmen, 1858                                                  | in der Kapelle Notre-Dame du Schauenberg (Lage) | PM68001364    | Inscrit      | 1999  |      |
| Votivbild Ein Kind wird von einem Militärgespann überfahren                  | Ölfarbe auf Karton, Holzrahmen, 1859                                                  | in der Kapelle Notre-Dame du Schauenberg (Lage) | PM68001365    | Inscrit      | 1999  |      |
| Votivbild Mann im Gebet                                                      | Ölfarbe auf Karton, Holzrahmen, 1865                                                  | in der Kapelle Notre-Dame du Schauenberg (Lage) | PM68001366    | Inscrit      | 1999  |      |
| Votivbild Sturz eines Kutschers von einem Karren mit Fässern                 | Ölfarbe auf Metall, Holzrahmen, 1866                                                  | in der Kapelle Notre-Dame du Schauenberg (Lage) | PM68001367    | Inscrit      | 1999  |      |
| Votivbild Sturz eines Mädchesn aus einem Fenster in Soultzbach-les-Bains     | Ölfarbe auf Karton, Holzrahmen, 1884                                                  | in der Kapelle Notre-Dame du Schauenberg (Lage) | PM68001368    | Inscrit      | 1999  |      |
| Votivbild Eisenbahnunfall                                                    | Aquarell auf Papier, Holzrahmen, 1901                                                 | in der Kapelle Notre-Dame du Schauenberg (Lage) | PM68001369    | Inscrit      | 1999  |      |
| Votivbild Kriegsszene in Russland                                            | Gouache auf Papier, Holzrahmen, 1916                                                  | in der Kapelle Notre-Dame du Schauenberg (Lage) | PM68001370    | Inscrit      | 1999  |      |
| Votivbild Soldat                                                             | Ölfarbe auf Holz, vergoldeter Holzrahmen, erstes Viertel des 20. Jahrhunderts         | in der Kapelle Notre-Dame du Schauenberg (Lage) | PM68001371    | Inscrit      | 1999  |      |
| Votivbild Sturz in einen Heuboden                                            | Gouache auf Papier, Holzrahmen, 1937                                                  | in der Kapelle Notre-Dame du Schauenberg (Lage) | PM68001372    | Inscrit      | 1999  |      |
| Votivbild Thronende Madonna mit Kind, umgeben von Engeln                     | Gouache auf Papier, Holzrahmen, 1945                                                  | in der Kapelle Notre-Dame du Schauenberg (Lage) | PM68001373    | Inscrit      | 1999  |      |
| Votivbild Ausweisung von Missionaren aus China                               | Brandmalerei, Holzrahmen, um 1952                                                     | in der Kapelle Notre-Dame du Schauenberg (Lage) | PM68001374    | Inscrit      | 1999  |      |
| Votivbild Wallfahrtskapelle Schauenberg mit Erwähnung eines Motorradunsfalls | Kunststoffguss, Holzrahmen, 1957                                                      | in der Kapelle Notre-Dame du Schauenberg (Lage) | PM68001375    | Inscrit      | 1999  |      |
| Votivbild Madonna mit Kind über dem Elsass                                   | Ölfarbe auf Glas, Holzrahmen, 1977                                                    | in der Kapelle Notre-Dame du Schauenberg (Lage) | PM68001376    | Inscrit      | 1999  |      |
| Votivbild Madonna mit Kind über der Landschaft von Schauenberg               | Gouache auf Papier, Kunststoffrahmen, 20. Jahrhundert                                 | in der Kapelle Notre-Dame du Schauenberg (Lage) | PM68001377    | Inscrit      | 1999  |      |
| Votivbild Ehepaar                                                            | Ölfarbe auf Karton, 20. Jahrhundert                                                   | in der Kapelle Notre-Dame du Schauenberg (Lage) | PM68001378    | Inscrit      | 1999  |      |
| Reliquien-Monstranz der Gottesmutter                                         | Metall, versilbert und vergoldet, Schmucksteine und Email, 1695                       | in der Kapelle Notre-Dame du Schauenberg (Lage) | PM68000788    | Classé       | 2000  |      |
| Kruzifix                                                                     | Holz, farbig gefasst, um 1700                                                         | in der Kapelle Notre-Dame du Schauenberg (Lage) | PM68001325    | Inscrit      | 1999  |      |
| Orgel                                                                        | Ensemble aus PM68002085 und PM68002086                                                | in der Kapelle Notre-Dame du Schauenberg (Lage) | PM68002084    | Classé       | 2016  |      |
| Orgelprospekt                                                                | 1815 von François Callinet gebaut                                                     | in der Kapelle Notre-Dame du Schauenberg (Lage) | PM68002086    | Classé       | 2016  |      |
| Instrumentalteil der Orgel                                                   | 1815 von François Callinet gebaut                                                     | in der Kapelle Notre-Dame du Schauenberg (Lage) | PM68002085    | Classé       | 2016  |      |
| Marienretabel                                                                | Holz, farbig gefasst und vergoldet, 1738 von Johann Anton Wehrlen                     | in der Kapelle Notre-Dame du Schauenberg (Lage) | PM68000789    | Classé       | 2000  |      |
| Gemälde Mariä Heimsuchung                                                    | Ölfarbe auf Leinwand, 1758 von Joseph Mages                                           | in der Kapelle Notre-Dame du Schauenberg (Lage) | PM68000790    | Classé       | 2000  |      |
| Gemälde Heiliger Franziskus von Assisi                                       | Ölfarbe auf Leinwand, 18. Jahrhundert                                                 | im Schwesternhaus Schauenberg (Lage)            | PM68001263    | Inscrit      | 2000  |      |
| Gemälde Heiliger Antonius von Padua                                          | Ölfarbe auf Leinwand, 18. Jahrhundert                                                 | im Schwesternhaus Schauenberg (Lage)            | PM68001264    | Inscrit      | 2000  |      |